# 酷洛樂團
酷洛樂團（The Coronas）是一支來自愛爾蘭的四人摇滚樂隊，由主唱兼吉他Danny O'Reilly、貝斯手Graham Knox，以及同校好友Conor Egan（鼓）等等組成酷洛樂團的前身“Kiros”，因為純屬玩票性質，在他們18歲之前樂隊即便宣告解散。解散後團員們仍舊保持音樂創作，在偶然的機運之下，於2004年錄製了一張名為《Corona》的EP，而這張EP開使在愛爾蘭都柏林引起年輕人們的討論。事隔一年，樂隊成員在溫哥華結識了Dave McPhillips（主奏吉他手），由於團員們對於Dave的吉他演奏印象十分深刻，在力邀Dave加入之後，酷洛樂團正式成軍。
成軍後的酷洛樂團開始了階段性的“閉關修行”，在這段期間內累積了多首音樂作品。出關之後開始大量的演出，2006年獨立音樂廠牌3ú Records簽下他們。
酷洛樂團2007年於首發專輯《Heroes Or Ghousts》，其中一首《Decision Time》迅速打進當地唱片銷售榜的第8名，
- 2008年入圍愛爾蘭Meteor Ireland Music Awards「最佳愛爾蘭流行樂隊」。
- 2009年雙料入圍「最佳愛爾蘭流行樂隊」、「最佳現場演唱團體」兩個獎項。